# Сад скульптуры (Выборг)
Сад Скульптуры — сквер в центре Выборга, расположенный между улицами Акулова, Вокзальной, Куйбышева и Ленинградским шоссе.

## История
В течение длительного периода времени на месте нынешнего сквера размещался жилой квартал — часть Петербургского форштадта, предместья Выборгской крепости, образовавшегося в первой половине XVIII века. Окончательно очертания квартала оформились в конце XIX века, когда в соответствии с генеральным планом 1861 года территория форштадта была включена в состав города. До конца 1930-х годов этот участок был застроен одно- двухэтажными домами жилого и коммерческого назначения. Генеральным планом Выборга 1929 года, разработанным архитектором О.-И. Меурманом, предполагалась перепланировка участка с прокладкой через него улицы Мюллюмяенкату, части проектировавшейся широкой автомагистрали по направлению к Вокзальной площади; в связи с этим квартал не застраивался многоэтажными зданиями. Но была проложена только небольшая часть улицы от площади Мельничной горы: реализации проекта помешали советско-финляндские войны (1939—1944), в результате которых застройка квартала, преимущественно деревянная, была полностью уничтожена. Так образовался сквер, для благоустройства которого городскими властями были привлечены члены Ленинградского отделения Союза художников РСФСР.
С 1976 года, в период возрождения интереса к садово-парковой скульптуре, в СССР организовывались скульптурные симпозиумы — пленэры, местом проведения которых были города, располагающие материалами, применяемыми для создания скульптур. Первым опытом стал симпозиум в Клайпеде, в результате которого был создан Парк скульптур. О подобном симпозиуме 1984 года напоминают и скульптуры в Дубовом парке Бишкека. Исполком Выборгского горсовета, принявший решение использовать удачный опыт, обеспечил проведение скульптурного симпозиума Союза художников РСФСР в июле-августе 1988 года. Материалом для работы группы скульпторов из одиннадцати человек стал местный серый гранит рапакиви из карьера «Возрождение».
Итогом работы симпозиума-пленэра стали одиннадцать скульптурных композиций. В сквере, получившем название Сада Скульптуры, разместили девять из них:
- «Волк» работы В. П. Димова;
- «Поющий камень» С. П. Асламова;
- «Улитана» и «Отдых у моря» А. М. Богачёва;
- «Песня» Т. Г. Гулиева;
- «Орфей» Ю. В. Евграфова;
- «Кузнец» С. К. Задорожного;
- «Коленопреклонённый» Е. Ф. Марышева;
- «Отдых» В. А. Полозова;
- «Строитель» Л. Н. Сморгона.

Десятая скульптура — «Мальчик с кошкой» Л. А. Бейбутяна — установлена в парке на набережной 40-летия ВЛКСМ, а одиннадцатая — «Волна» (фигура плывущей женщины) Н. Н. Хромова — у здания санатория в посёлке Зимино Выборгского района.
По мнению исследователей, скульптурный симпозиум стал важным событием в художественной жизни Выборга. В сквере были размещены скульптуры в условных и обобщённых формах, представляющие собой образы труда, творчества, отдыха, а также литературных персонажей. При этом сразу были отмечены недостатки в планировке сада, из-за которых гранитные фигуры, практически лишённые постаментов, воспринимаются пассивными и несколько монотонными. Это было учтено в ходе дальнейшего благоустройства с дополнительным озеленением, обустройством детской площадки и переносом одной из наиболее удачных работ — «Волка» — на небольшое возвышение в центр композиции, где разбита альпийская горка.
Из экзотических растений, высаженных в саду, отмечают черёмуху Маака и каштан.
В 2023 году проведены работы по благоустройству сада, завершение которых приурочено к празднованию 730-летия города Выборга. Они включали перепланировку с изменением местоположения скульптур и оборудованием их художественной подсветки, прокладку новых дорожек, зелёные насаждения, мощение гранитной брусчаткой и замену системы освещения.